# Stella Artois
A Stella Artois é uma cerveja Pilsen Lager (de baixa fermentação) premium, que tem suas origens em uma tradicional cervejaria chamada Den Hoorn (O Chifre), que data em 1366, uma das mais antigas do mundo.
Fabricada desde 1926 na cidade de Leuven, no interior da Bélgica, berço de algumas dos melhores mestres cervejeiros do mundo, a Stella Artois é uma cerveja premium, de sabor balanceado e marcante. Resultado de mais de 600 anos de tradição, a Stella Artois é atualmente uma das marcas mais proeminentes da Anheuser-Busch InBev, a maior cervejaria do mundo.

## História
A história de Stella Artois começa em uma pequena cervejaria na cidade de Leuven, no interior da Bélgica, há mais de 600 anos, ainda no período medieval. O primeiro registro da cervejaria, então chamada de "Den Hoorn" data de 1366. A qualidade da cerveja produzida na pequena cervejaria ganhou fama e se espalhou pela Bélgica.
Em 1425, quando foi fundada a Universidade de Leuven, a cervejaria virou ponto de encontro. Logo os estudantes passaram a trabalhar em pesquisas para aprimorar a produção da cerveja. Até hoje os laboratórios da Universidade de Leuven são usados para garantir a qualidade de muitas cervejas belgas.
Em 1717, o mestre cervejeiro Sebastian Artois comprou a centenária "Cervejaria Den Hoorn" e mudou seu nome para Cervejaria Artois. A tradição cervejeira passou por gerações até que o sobrenome da família foi eternizado.
Stella Artois nasceu como uma edição especial de Natal. A cerveja era brilhante e clara, por isso recebeu o nome de Stella - "estrela" em latim. O seu sabor conquistou os paladares (ver: Sommelier de cerveja) e Stella Artois tornou-se a cerveja símbolo da Bélgica.
Pouca coisa mudou na produção de Stella Artois ao longo dos anos.
Para cada litro de Stella Artois são usados 8 litros de água tratada. A cevada - que dá origem ao malte que determina o sabor de Stella Artois - é importada e considerada a melhor do mundo. O lúpulo do tipo Saazner vem da República Tcheca e é o mais caro do mercado. Da Bélgica vem a levedura exclusiva de Stella Artois, a mesma receita usada tradicionalmente.
|                                                 |                           |
| Cervejaria da Stella Artois em Leuven, Bélgica. | Garrafa de Stella Artois. |